# Te Deum (Argentina)

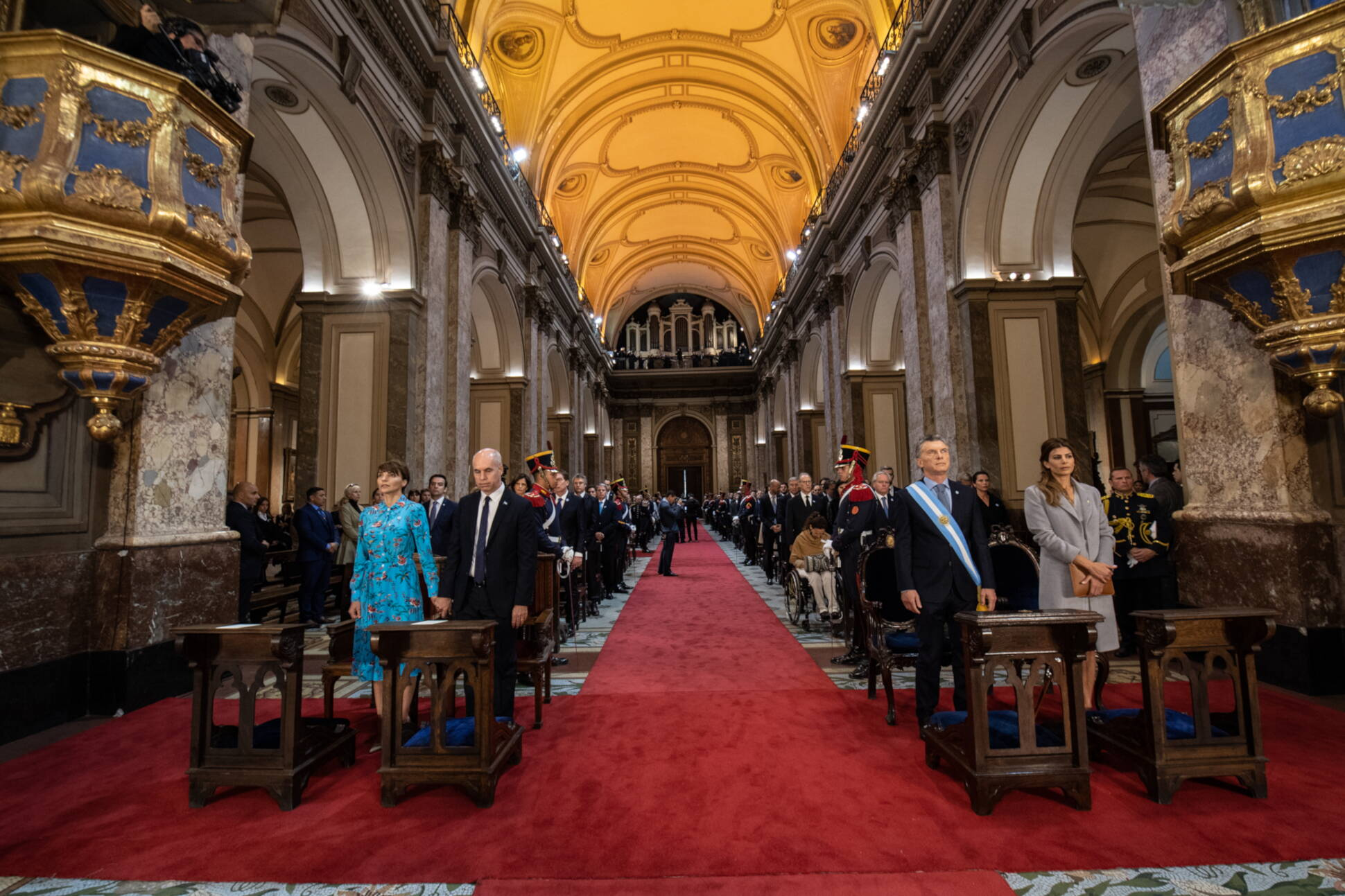
Te Deum del 25 de mayo de 2019 con la presencia de Mauricio Macri como presidente de la Nación.

El Te Deum es una liturgia de acción de gracias realizado cada 25 de mayo en Argentina, fecha patria en que se celebra el aniversario de la Primera Junta de 1810, tradicionalmente por la mañana, en la Catedral metropolitana de Buenos Aires. Participan del mismo el presidente de la Nación, todo su gabinete de ministros, los altos mandos de las fuerzas armadas, así como también son invitados representantes de otros cultos religiosos con presencia en el país, como iglesias ortodoxas, luteranas, judíos y musulmanes. 
Su origen se remonta a la época colonial, cuando el virrey del Río de la Plata concurría en ceremonia a ser reconocido por la máxima autoridad religiosa de la ciudad. A partir del 25 de mayo de 1810, con la deposición del virrey Baltasar Hidalgo de Cisneros, fue resignificada como una acción de gracias por las nuevas autoridades patrióticas de las Provincias Unidas del Río de la Plata y su nacimiento, y a partir de 1816, para celebrar el nacimiento de la Argentina como país.

Invitación de Deolindo Muñoz, Jefe Político de Rosario a Te Deum por celebración de fiestas patrias.

La celebración de un Te Deum se ha consolidado como la ceremonia principal con motivo del 25 de mayo, quedando relegada a una importancia secundaria en los últimos años, en los actos patrióticos del 9 de julio, día de la declaración de la independencia, a partir de la decisión del presidente Carlos Saúl Menem en 1991,  de convertir a San Miguel de Tucumán, como la capital simbólica del país. Cada 9 de julio, el Gabinete de Ministros y demás Altas Autoridades del Gobierno Nacional se trasladan  a esa ciudad del Noroeste argentino para las ceremonias. Cuestiones temporales y de agenda de los presidentes han incidido en sus reiteradas ausencias en esta ceremonia, celebrada por el Arzobispo de Tucumán en la Catedral tucumana. A lo largo del siglo XX hasta 1991, la celebración del 9 de julio, se estructuraba con un Te Deum seguido por un desfile militar en las principales avenidas de Buenos Aires, y una velada de gala en el Teatro Colón. 
La Argentina mantiene, junto con otros pocos países en el mundo —Bélgica, Chile, Ecuador, Guatemala, Haití y Perú—, la tradición de realizar un servicio religioso con motivo de su fiesta nacional, aunque también se ha realizado en distintos momentos históricos por otros motivos.

## Historia

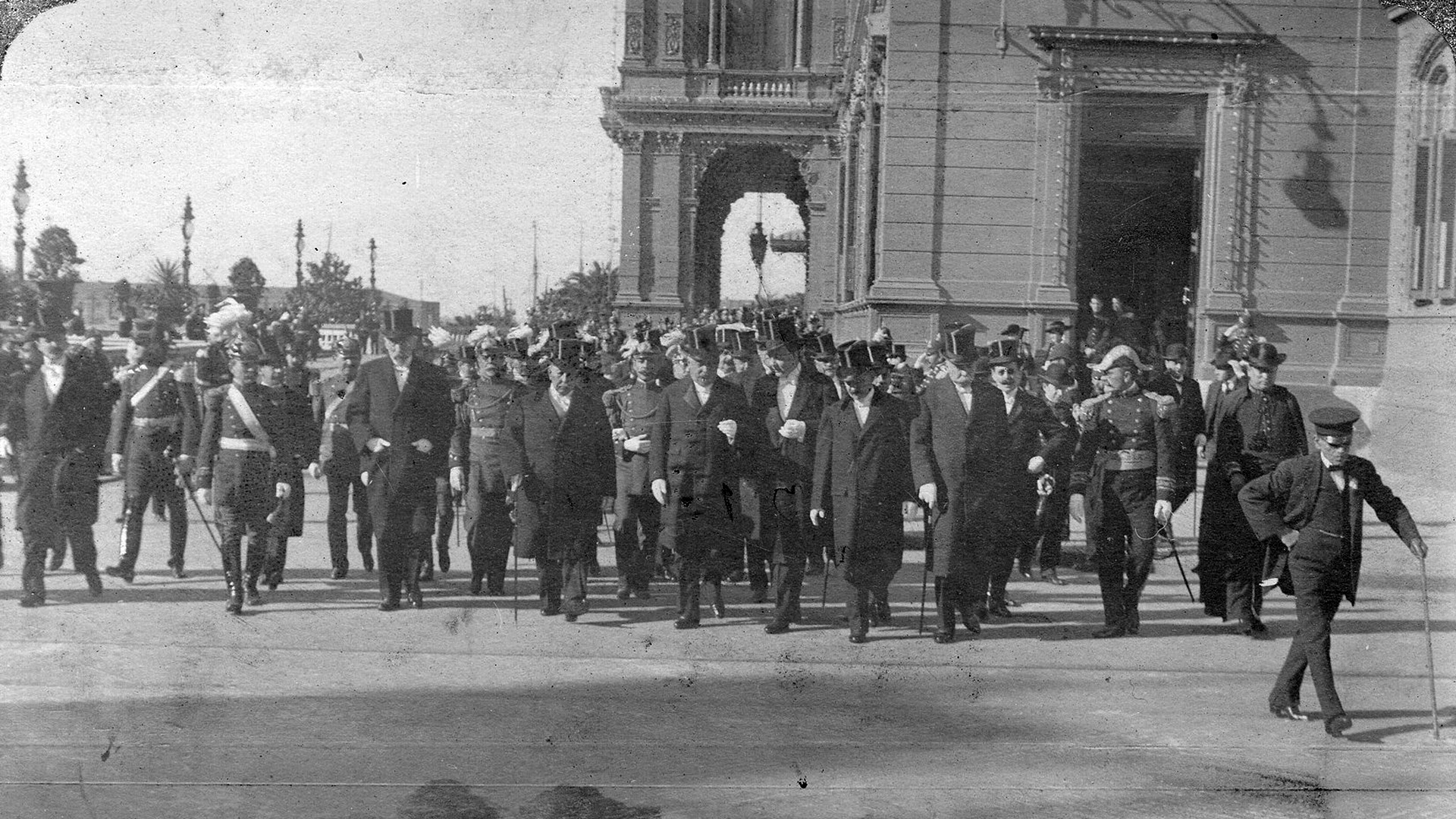
El presidente Victorino de la Plaza y su gabinete, se dirigen a la Catedral Metropolitana para la celebración del Te Deum por el Centenario de la Independencia Argentina, el 9 de julio de 1916. (Archivo General de la Nación).

Te Deum proviene del latín y significa «A ti, Dios», y se trata de uno de los primeros himnos cristianos de acción de gracias, atribuido a San Ambrosio de Milán y San Agustín de Hipona en el año 387. En la América colonial, su uso se había extendido como reconocimiento de las autoridades españolas por parte de las autoridades eclesiásticas, y viceversa, para que las nuevas autoridades españoles recibiesen su bendición por parte de la Iglesia católica, además de tratarse de un importante evento social y celebratorio.
La Primera Junta de Gobierno, surgida en la Revolución de Mayo, ordenó, entre sus primeras medidas, realizar un Te Deum en homenaje a su nacimiento, lo cual fue cumplido por el sacerdote Diego Estanislao Zavaleta el 30 de mayo de 1810 en la catedral de Buenos Aires. A este Te Deum se le sucedieron distintos del mismo tenor en distintas provincias y localidades, el de Victorio de Achega en 1813, también en el antedicho templo; el del Gregorio Funes, en la catedral de Córdoba, el 25 de mayo de 1814, el de Pantaleón García, al año siguiente en la misma  catedral, Pedro Ignacio de Castro Barros, en San Miguel de Tucumán, el 25 de mayo de 1815.
Distintos jefes de Estados argentinos, en distintos momentos, pidieron la celebración de un Te Deum por motivos conmemorativos: Justo José de Urquiza ordenó uno con motivo de la sanción y jura de la nueva Constitución Nacional por el  Congreso Constituyente de Santa Fe, el cual fue conducido por Mamerto Esquiú.
La jura de la nueva Constitución Nacional en todas las capitales de las provincias, se realizó el 9 de julio de 1853, culminó con la celebración de un "Te Deum", para celebrar el fin de las guerras civiles y la organización política de la Confederación Argentina, según la circular de Justo José de Urquiza a los gobiernos provinciales. 

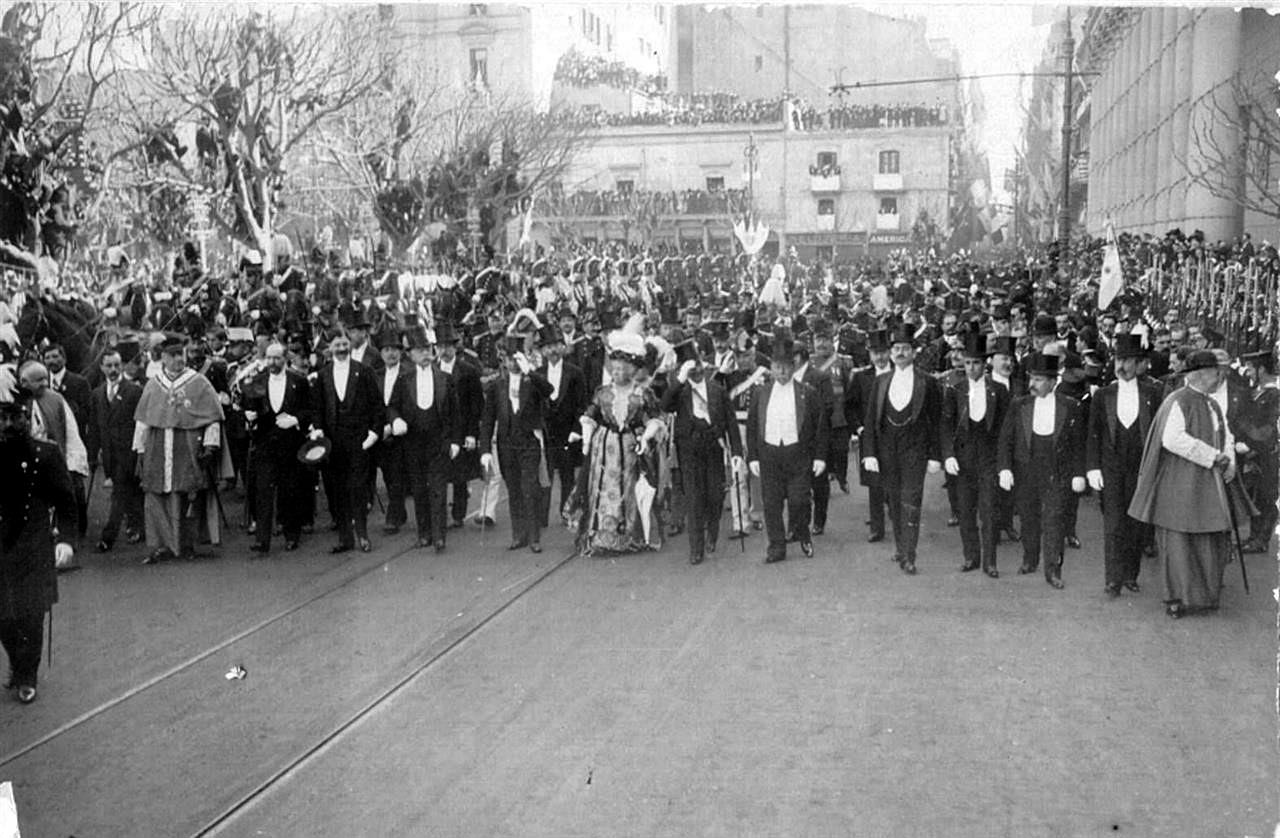
El presidente José Figueroa Alcorta junto con la Infanta Isabel de Borbón y el presidente de Chile Pedro Montt, cruzando la Plaza de Mayo, saliendo de la catedral luego de la celebración del Te Deum con motivo del Centenario.

En la historia republicana argentina, cada 25 de mayo, el presidente de la Nación, acompañado de sus ministros, altos mandos de las fuerzas armadas y otros invitados, concurre a pie desde la Casa Rosada a la catedral porteña, cruzando la Plaza de Mayo. Generalmente, lo hace utilizando la banda y el bastón presidencial, atributos del mando; y los integrantes de las fuerzas armadas usan el uniforme de gala social, que se utiliza en muy pocas ocasiones. El presidente y todo el gabinete utilizaban chaqué —excepto si el jefe de Estado o ministros eran militares—, lo cual fue abandonado con el tiempo. También lo hacía el intendente de Buenos Aires, pero desde la autonomización de la Ciudad de Buenos Aires, el Jefe de Gobierno porteño, suele encontrarse ya presente en el templo. El camino entre la Casa de Gobierno y la catedral se hace con una guardia de honor del Regimiento de Granaderos a Caballo, y previamente al comienzo de la celebración, las autoridades rinden honores a los restos de José de San Martín que se encuentran en una sala contigua al templo.
En el Te Deum del 25 de mayo de 1910, centenario de la Revolución de Mayo, además del presidente José Figueroa Alcorta, también contó con la presencia de la infanta Isabel de Borbón y Borbón, el presidente de Chile, Pedro Montt, y de las delegaciones extranjeras enviadas a los actos.

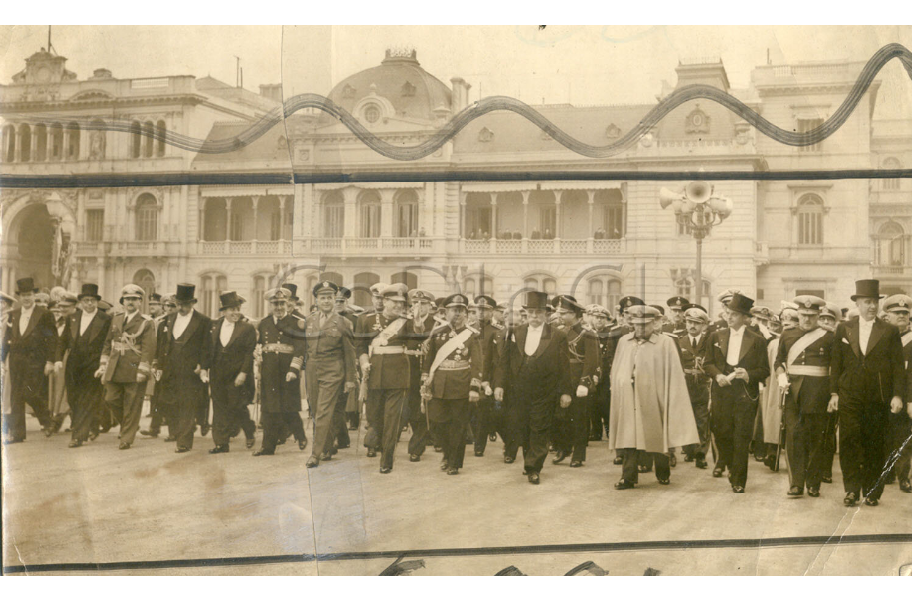
El Presidente Juan Domingo Perón, junto al Vicepresidente Hortensio Quijano y su Gabinete, se trasladan a la Catedral Metropolitana para la celebración del Te Deum por el Día de la Independencia, el 9 de julio de 1948.

Juan Domingo Perón, a causa de las rispideces entre su gobierno y la Iglesia católica, decidió que ni él, ni ningún representante del gobierno concurrirían a la misa del Te Deum de 1955.
El 25 de mayo de 1973, la celebración del Te Deum coincidió con la asunción de la presidencia de Hector Cámpora, celebrándose la ceremonia religiosa luego de que el presidente recibiera los atributos del mando en la Casa Rosada. En esa oportunidad, participaron del Te Deum, los presidentes de Cuba, Osvaldo Dorticós Torrado, el presidente de Chile, Salvador Allende, y el presidente del Uruguay, Juan María Bordaberry, junto a otras delegaciones diplomáticas presentes en la toma de mando del presidente argentino.
Una situación histórica similar aconteció el 25 de mayo de 2003, fecha de asunción a la presidencia de Néstor Carlos Kirchner, quien luego de tomar el juramento a su nuevo gabinete, acompañado por la entonces primera dama, Cristina Fernández de Kirchner, se dirigieron a la Catedral Metropolitana para presidir el Te Deum por la fecha patria, celebrado por el Arzobispo de Buenos Aires, Jorge Mario Bergoglio.

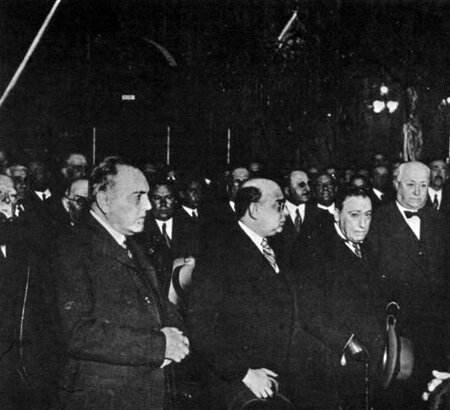
El presidente Hipólito Yrigoyen y funcionarios de su gobierno en la Basílica de Santo Domingo, durante el Te Deum por la Reconquista de Buenos Aires, el 12 de agosto de 1930.

Hasta la década de 1970, aproximadamente, la Intendencia de la ciudad de Buenos Aires celebraba en la Basílica de Santo Domingo, el día 12 de agosto de cada año, un Te Deum de acción de gracias por el triunfo de los ejércitos criollos en la Defensa de Buenos Aires durante las Invasiones Inglesas. A esta celebración concurrían las más Altas Autoridades del Estado, presididas por el presidente de la Nación y demás funcionarios, aunque sin la solemnidad propia de las celebraciones del 25 de mayo y 9 de julio.

### Presidencias de Néstor Kirchner y Cristina Fernández

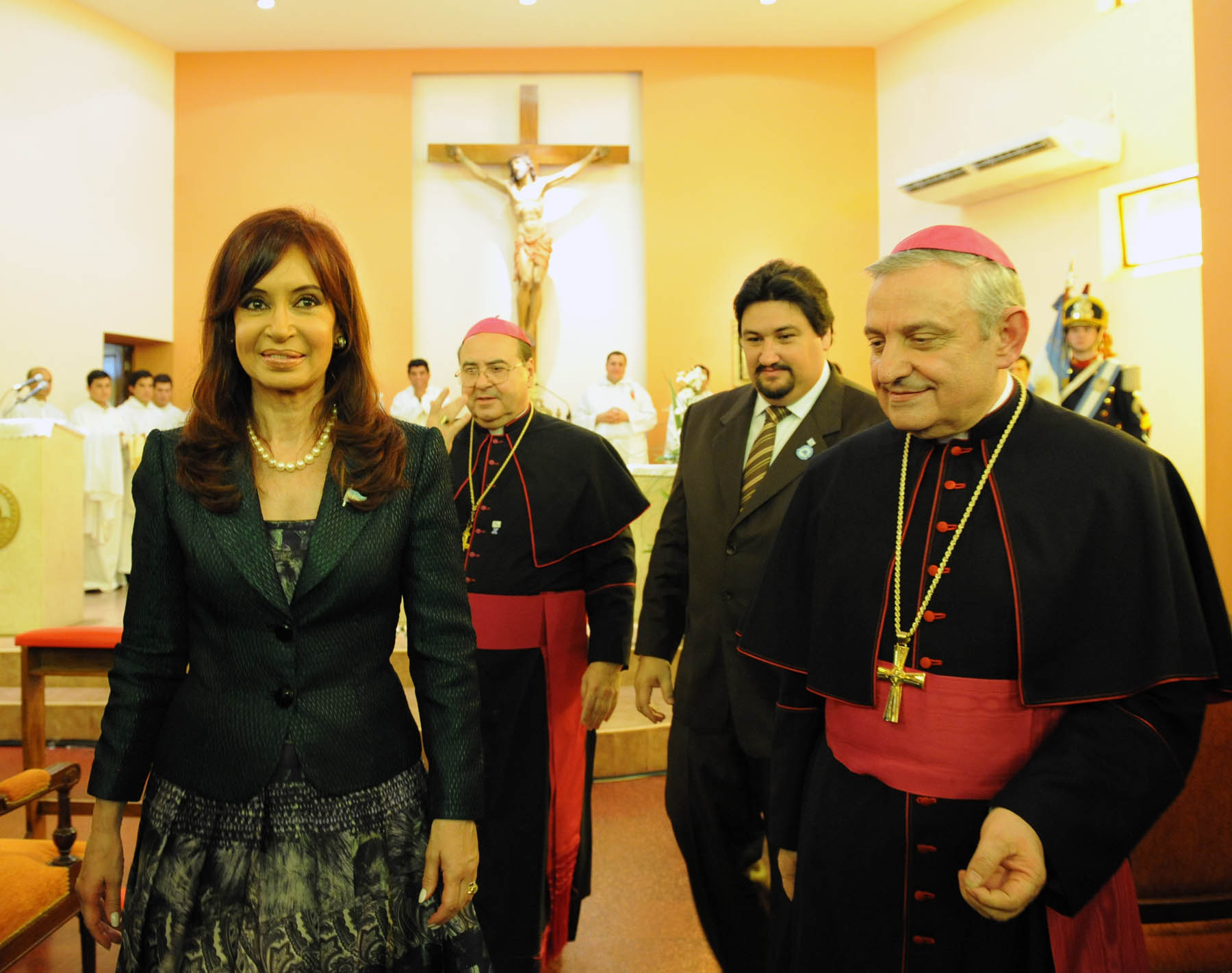
Cristina Fernández de Kirchner el 25 de mayo de 2009, durante el Te Deum celebrado en Puerto Iguazú.

Al igual que Perón en 1955, Néstor Kirchner rompió con la tradición de concurrir al Te Deum cada 25 de mayo, a partir del 2005, además de que dejó de utilizar la banda presidencial. El año anterior, el Arzobispo de Buenos Aires, el entonces cardenal Jorge Mario Bergoglio, criticó con dureza al gobierno, lo que provocó el enojo de las autoridades del poder ejecutivo. A partir del 2005, si bien Bergoglio continuó realizando el servicio religioso cada 25 de mayo con la asistencia de Mauricio Macri, jefe de gobierno porteño de entonces, Kirchner y su esposa Cristina Fernández de Kirchner, quien lo sucedió en el cargo, decidió participar de misas de Te Deum realizadas en distintos lugares del país, a excepción del 2006, última vez que el matrimonio Kirchner vio a Bergoglio en la catedral.
| Año  | Lugar                                    |
| ---- | ---------------------------------------- |
| 2005 | Santiago del Estero, Santiago del Estero |
| 2007 | San Rafael, Mendoza                      |
| 2008 | Salta, Salta                             |
| 2009 | Puerto Iguazú, Misiones                  |
| 2010 | Luján, Buenos Aires                      |
| 2011 | Resistencia, Chaco                       |
| 2012 | San Carlos de Bariloche, Río Negro       |
| 2013 | Luján, Buenos Aires                      |

A partir del 2014, y con la elección de Bergoglio como papa, Cristina Fernández de Kirchner decidió retornar al Te Deum en la catedral porteña, cuando ya había asumido Mario Poli como arzobispo de la ciudad. Desde entonces, los Te Deums regresaron a Buenos Aires con la presencia del presidente, sin perjuicio de aquellos realizados por autoridades provinciales en sus respectivas jurisdicciones. En 2020, a causa de la pandemia de COVID-19, se dio la particularidad de la asistencia virtual del presidente Alberto Fernández, ya que el mismo fue oficiado a puertas cerradas.

### Presidencias de Mauricio Macri y Javier Milei
La ceremonia del tedeum solicitada por las nuevas Autoridades Nacionales el día de la toma de mando fue un gesto de deferencia hacia la Iglesia y el Papa Francisco y para diferenciarse de los gobiernos anteriores. Por ejemplo, el presidente Mauricio Macri participó de un tedeum especial el 11 de diciembre de 2015, segundo día de su presidencia, para «bendición de las nuevas autoridades».
También, el 10 de diciembre de 2023, el programa de las ceremonias de asunción al mando del presidente Javier Milei, incluyó una ceremonia interreligiosa en la Catedral Metropolitana, "para pedir por las nuevas autoridades". En ella realizaron diversas oraciones los representantes de los distintos cultos presentes en la Argentina, y se entonó el himno Veni, Sancte Spiritus.

## Composiciones musicales interpretadas en la ceremonia
Según los registros históricos, el cántico del "Te Deum" se interpretó en latín, siguiendo el estilo gregoriano, dentro de la liturgia de la Iglesia Católica Pre-Concilio Vaticano II. 
En el Te Deum del Centenario, el 25 de mayo de 1910, el oficio religioso fue acompañado por la Schola Cantorum de los Padres Salesianos, al estilo gregoriano.
Los registros audiovisuales existentes, muestran que en la ceremonia se interpretaron diversas versiones del Himno Litúrgico, principalmente el "Te deum" K 141/66b de Wolfgang Amadeus Mozart, o el "Te Deum" Hob XXIII c:2 de Joseph Haydn. A partir del Concilio Vaticano II, el cántico fue interpretado en castellano, siendo notables las versiones compuestas por el sacerdote sacramentino, José Bevilacqua, Director del Coro y Organista de la Basílica del Santísimo Sacramento de Buenos Aires.. La primera de ellas, estrenada en 1984 y repetidamente interpretada por el Coro Nacional de Ciegos.
En la actualidad, se interpreta una versión antifonal del Himno, adaptado para la alternancia entre la Asamblea y el órgano, compuesto y armonizado por el Pbo. José Bevilacqua para su uso en todas las iglesias de la Argentina, con motivo del Bicentenario de 2010. 
El 25 de mayo de 2020, en las celebraciones del Bicentenario, en el Te Deum principal se celebró en la Basílica de Luján, ante la presencia de la presidenta Cristina Fernández de Kirchner y las delegaciones extranjeras, especialmente invitadas. En esa oportunidad, se interpretó la composición del himno del compositor barroco, Domenico Zipoli.
En la celebración del 25 de mayo de 2012, en la Catedral de San Carlos de Bariloche, se estrenó una versión del "Te Deum" para Coro y Orquesta del compositor santafecino, Eduardo Andrés Malachevsky., interpretado por los diversos coros oficiales y de aficionados de la ciudad.